# ألكسندر أوسيبوف
ألكسندر أوسيبوف (الروسية: Осипов, Александр Сергеевич) (و. 1989  م) هو لاعب هوكي الجليد روسي، ولد في نيجني تاجيل، مركز لعبه هو مدافع ‏.

## روابط خارجية
- ألكسندر أوسيبوف على موقع دوري الهوكي للقارات (الإنجليزية)
- ألكسندر أوسيبوف على موقع EliteProspects.com (الإنجليزية)
- ألكسندر أوسيبوف على موقع Eurohockey.com (الإنجليزية)
- ألكسندر أوسيبوف على موقع HockeyDB.com (الإنجليزية)